# Zimming
Zimming (deutsch Zimmingen, lothringisch Zéming) ist eine französische Gemeinde mit 711 Einwohnern (Stand 1. Januar 2022) im Département Moselle in der Region Grand Est (bis 2015 Lothringen).

## Geographie
Die Gemeinde liegt 33 Kilometer östlich von Metz und zehn Kilometer westlich von Saint-Avold am Pertzbach.
Zu Zimming gehören die Ortsteile Reberg und Bettingen (Ruinen). Durch das Gemeindegebiet führt die Autobahn A 4 von Paris nach Straßburg.
Nachbargemeinden sind Obervisse (Oberwiese) im Norden, Boucheporn (Buschborn) im Nordosten, Longeville-lès-Saint-Avold (Lubeln) im Osten, Bambiderstroff (Baumbiedersdorf) im Süden, Haute-Vigneulles (Oberfillen) im Südwesten, Hallering (Halleringen) und Narbéfontaine (Memersbronn) im Westen.

## Geschichte
Im Jahr 1255 wurde der Ort erstmals als Symmenges erwähnt, dann als Zimmingen (1644). Das Dorf gehörte früher zum Herzogtum Lothringen im Heiligen Römischen Reich.
Durch den Frankfurter Frieden vom 10. Mai 1871 kam das Gebiet von Frankreich an Deutschland und das Dorf wurde dem Kreis Bolchen im Bezirk Lothringen des Reichslandes Elsaß-Lothringen zugeordnet.
Nach dem Ersten Weltkrieg musste die Region aufgrund der Bestimmungen des Versailler Vertrags 1919 an Frankreich abgetreten werden. Im Zweiten Weltkrieg war das Gebiet von der deutschen Wehrmacht besetzt, und die Ortschaft stand bis 1944 unter deutscher Verwaltung.

### Wappen
Die Eicheln stehen für die Abtei Glandern im nahen Longeville-lès-Saint-Avold, von der Zimming abhängid war. Die drei verschlungenen Ringe sind das Symbol der Heiligen Dreifaltigkeit, der die Dorfkirche geweiht ist.

### Bevölkerungsentwicklung
| Jahr      | 1962 | 1968 | 1975 | 1982 | 1990 | 1999 | 2010 | 2019 |
| Einwohner | 141  | 274  | 474  | 596  | 658  | 627  | 644  | 707  |

## Sehenswürdigkeiten
- Dreifaltigkeitskirche
- Kapelle St. Gangolf

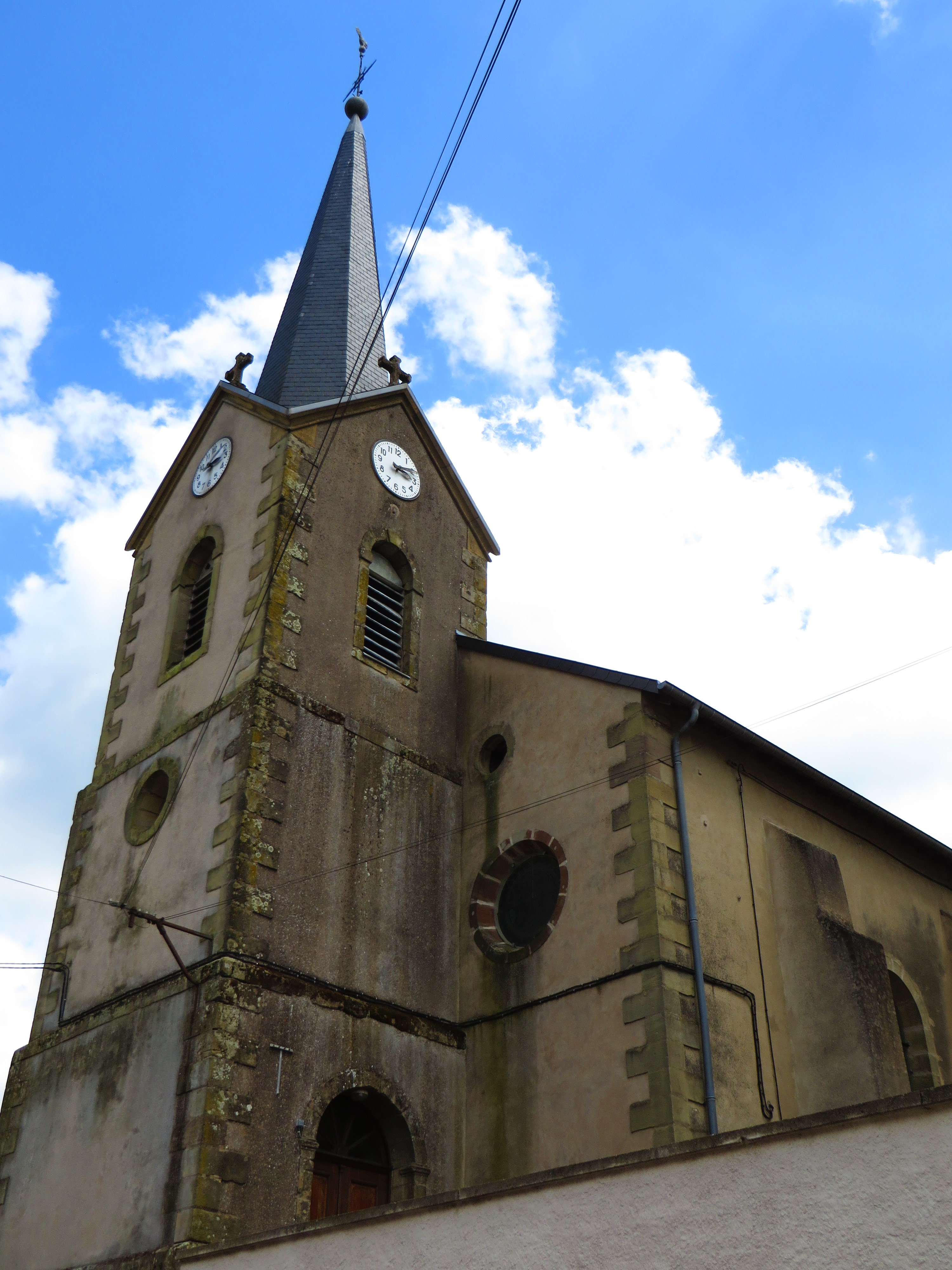
Dreifaltigkeitskirche (Kirche Très-Sainte-Trinité)
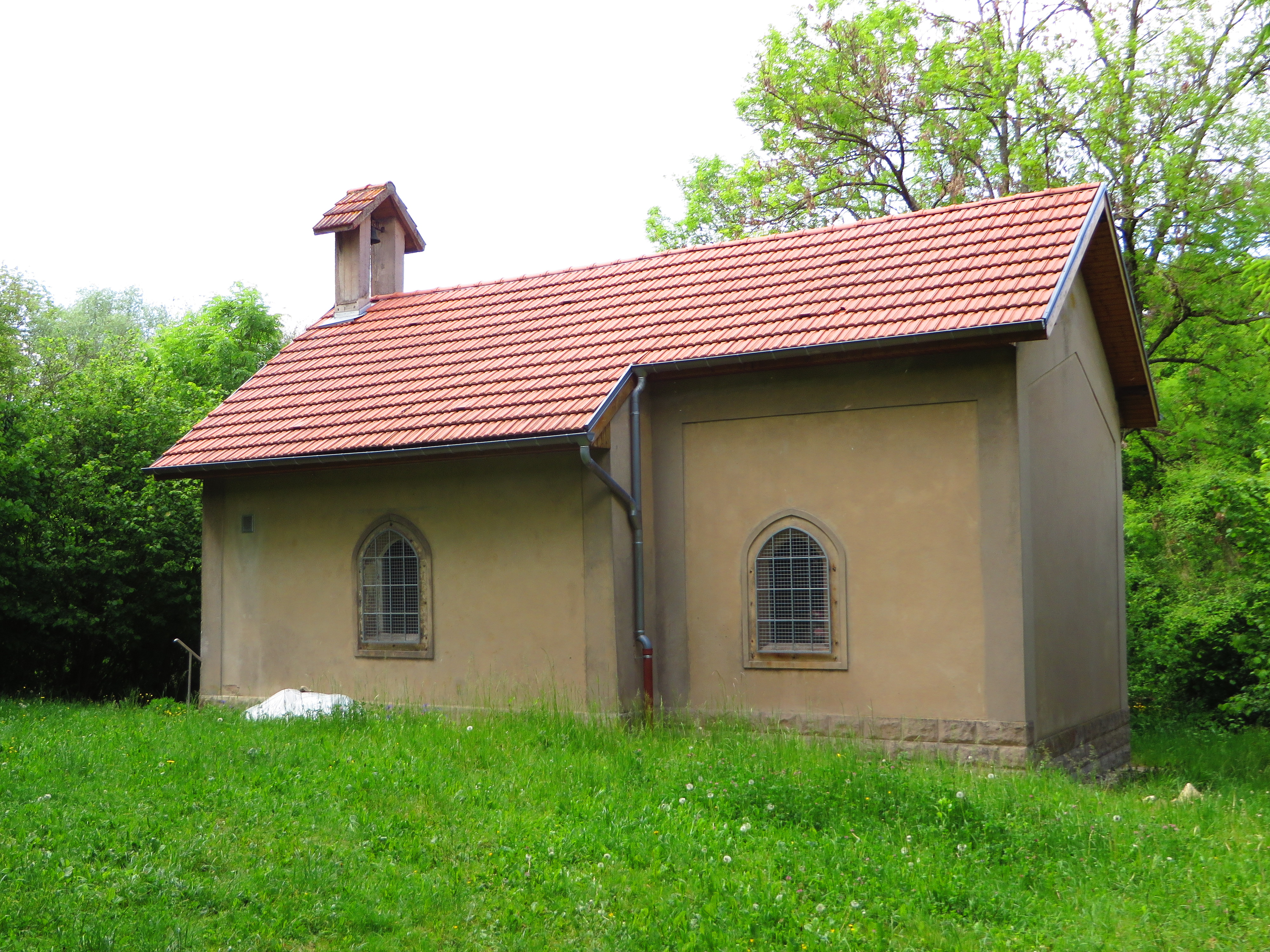
Kapelle St. Gangolf (Saint-Gengoulf), Bettingen

## Belege
1. ↑  Mémoires de l’Académie nationale de Metz - Volume 45 (1865)
2. 1 2  Eugen H. Th. Huhn: Deutsch-Lothringen. Landes-, Volks- und Ortskunde, Stuttgart 1875,  S. 356 (google-books.com).
3. ↑  Wappenbeschreibung auf genealogie-lorraine.fr (französisch)